# الدوري الشمالي لكرة القدم 1894–95
الدوري الشمالي لكرة القدم 1894–95 (بالإنجليزية: 1894–95 Northern Football League)‏ هو موسم من الدوري الشمالي لكرة القدم ‏. فاز فيه نادي ميدلزبره.